# Cyrille Scherwey
Cyrille Scherwey (* 15. Februar 1989 in Wünnewil-Flamatt) ist ein ehemaliger Schweizer Eishockeyspieler, der von Februar 2015 bis Ende Saison 2016 beim EHC Olten aus der National League B unter Vertrag stand. Sein jüngerer Bruder Tristan ist ebenfalls Eishockeyspieler.

## Karriere
In seiner Kindheit und Jugend spielte Scherwey beim HC Fribourg-Gottéron und bis 2009 beim HC Lugano. In der Saison 2009/10 nahm ihn der HC Sierre unter Vertrag.
Im August 2014 absolvierte er ein Probetraining beim HC Ambrì-Piotta.
Nach dem Konkurs der EHC Basel Sharks spielte er in der Saison 2014/15 für den EHC Basel Kleinhüningen in der drittklassigen 1. Liga, ehe er im Februar vom EHC Olten aus der National League B verpflichtet wurde.
Seine Karriere liess der Flügelstürmer bei den Argovia Stars ausklingen.